# マクスウェル・ベティの相反作用の定理
マクスウェル・ベティの相互作用の定理（マクスウェル・ベティのそうごさようのていり、英語: Maxwell-Betti reciprocal work theorem）とは、構造力学における弾性体の定理である。1872年、エンリコ・ベッチによって発見された。弾性体上に2種類の荷重群{\displaystyle \{P_{i}|i=1,2,\dots \},\{P'_{k}|k=1,2,\dots \}}をかけることを考える。一つ目の荷重群{\displaystyle \{P_{i}\}}のみをかけたときにもう一方の荷重群{\displaystyle \{P'_{k}\}}の作用点の作用方向変位成分を{\displaystyle \{u_{k}\}}とする。また、荷重群{\displaystyle \{P'_{k}\}}のみをかけたときの{\displaystyle \{P_{i}\}}の作用点の作用方向変位成分を{\displaystyle \{u'_{i}\}}とする。このときベティの相反定理：
{\displaystyle \sum _{i}P_{i}u'_{i}=\sum _{k}P'_{k}u_{k}}
が成り立つ。
特にi = k = 1, P1 = P '1 = 1とすると、マクスウェルの相反定理：
任意の点Aに作用する単位荷重PAによって他の点Bに生じる変位（の、別に点Bに作用される単位荷重PBの方向への成分）u'Aは、PBによる点AのPAの方向への変位量（の、PAの方向への成分）uBに等しい。すなわち
{\displaystyle u'_{A}=u_{B}}
が成り立つ。

## 証明
簡単な証明としてi = k = 1とし、弾性体に力PAとPBの2つの荷重を作用させる。ただし作用させる手順は次の2通りを考える。
- PAを作用させた後、PBを作用させる。このとき、
  1. PAを作用させた際の点Aの変位をuAAとすると、外力仕事は(1/2)PA uAA
  2. その後PBを作用させた際の点A, Bの変位をそれぞれuAB, uBBとすると、外力仕事は(1/2)PB uBB + PA uAB
- PBを作用させた後、PAを作用させる。このとき、
  1. PBを作用させた際の点Bの変位をuBBとすると、外力仕事は(1/2)PB uBB
  2. その後PAを作用させた際の点A, Bの変位をそれぞれuAA, uBAとすると、外力仕事は(1/2)PA uAA + PB uBA

弾性体に蓄えられるひずみエネルギーは経路によらないため、それぞれの手順による外力仕事の和は同じでなければならない。したがって
{\displaystyle {\begin{aligned}\left({\frac {1}{2}}P_{A}u_{AA}\right)+\left({\frac {1}{2}}P_{B}u_{BB}+P_{A}u_{AB}\right)&=\left({\frac {1}{2}}P_{B}u_{BB}\right)+\left({\frac {1}{2}}P_{A}u_{AA}+P_{B}u_{BA}\right)\\\therefore P_{A}u_{AB}&=P_{B}u_{BA}\\\end{aligned}}}
が成り立つ。

## 注
1. ↑  なお、名前のもうひとつのほうの「マクスウェル」は、電磁方程式などでも有名なジェームズ・クラーク・マクスウェルに由来する。
2. ↑  石田修三、松永裕之、中村恒善、須賀好富、永井興史郎『建築構造力学　図説・演習II』丸善、162-164頁。ISBN 978-4621039663。